# Spinophiura jolliveti
Spinophiura jolliveti är en ormstjärneart som beskrevs av Sabine Stöhr och Segonzac 2006.
Spinophiura jolliveti ingår i släktet Spinophiura och familjen fransormstjärnor. Inga underarter finns listade i Catalogue of Life.